# 지창욱
지창욱(池昌旭, 1987년 7월 5일 ~ )은 대한민국의 배우이다.

## 학력
- 안양서초등학교(졸업)
- 신성중학교 (졸업)
- 신성고등학교 (졸업)
- 단국대학교 공연예술학부 (학사)

## 작품 목록

### 드라마
- 2009년  KBS2 주말연속극  《솔약국집 아들들》 ... 송미풍 역
- 2009년 MBC 수목드라마 《히어로》 ... 박준형 역
- 2010년 KBS1 일일연속극  《웃어라 동해야》 ... 김동해 역
- 2008년  KBS 아침드라마  《난 네게 반했어》 ... 이필립 역
- 2011년  SBS 월화 특별기획드라마  《무사 백동수》 ... 백동수 역
- 2011년 채널A  수목드라마  《총각네 야채가게》 ... 한태양 역
- 2012년 SBS 주말 특별기획드라마  《다섯 손가락》 ... 유인하 역
- 2013년 MBC 월화 특별기획드라마  《기황후》 ... 타환 역
- 2014년  드라마큐브 시크릿 러브  《천사와 커피를 마셔본 적이 있나요?》 ... 천사남 역
- 2014년 KBS2 월화드라마 《힐러》 ... 서정후 역
- 2016년  후난위성TV 드라마 《선풍소녀 2》 ... 창안 역
- 2016년  tvN 금토드라마  《THE K2》 ... 김제하 역
- 2016년  네이버TV 웹드라마《첫 키스만 일곱번째》 ... 지창욱 역
- 2017년  SBS 드라마스페셜  《수상한 파트너》 ... 노지욱 역
- 2019년  tvN 토일드라마  《날 녹여주오》 ... 마동찬 역
- 2020년  SBS 금토드라마  《편의점 샛별이》 ... 최대현 역
- 2020년  LeTv 중국드라마  《나의 남신》 ... 왕위안 역
- 2020년 카카오tv 웹드라마  《도시남녀의 사랑법》 ... 박재원 역
- 2022년 Netflix 오리지널 드라마 《안나라수마나라》 ... 리을 역
- 2022년 KBS2 수목드라마 《당신이 소원을 말하면》 ... 윤겨레 역
- 2023년 Disney+ 오리지널 드라마 《최악의 악》 … 박준모 역
- 2023년 JTBC 토일드라마 《웰컴투 삼달리》 ... 조용필 역
- 2024년 TVING 오리지널 드라마 《우씨왕후》 ... 고남무 역
- 2024년 Disney+ 《강남 비-사이드》 … 윤길호 역
- 2025년 Disney+ 《조각도시》 … 박태중 역
- 2026년 MBC 금토드라마 《인간X구미호》

### 영화
- 2006년 《데이즈(days)》 ... 수빈 역
- 2008년 《슬리핑 뷰티》 ... 진서 역
- 2009년 《정승필 실종사건》 ... 썬건맨 역
- 2010년 《고사 두 번째 이야기: 교생실습》 ... 곽수일 역
- 2011년 《자백》 ... 패륜아 역
- 2013년 《남자사용설명서》 ... 홍준 오빠 역
- 2015년 《서부전선》 ... 국군 징집헌병 역
- 2017년 《조작된 도시》 ... 권유 역
- 2017년 《너의 이름은.》 ... 타치바나 타키 (한국어 더빙) 목소리 역
- 2017년 《부라더》 ... 젊은 이춘배 역
- 2021년 《발신제한》 ... 진우 역
- 2024년 《리볼버》 … 앤디 역

### 뮤지컬
| 연도 | 제목                                 | 역할       | 비고                                                         |
| ---- | ------------------------------------ | ---------- | ------------------------------------------------------------ |
| 2007 | 제1회 불과 얼음 단막 뮤지컬 페스티벌 |            |                                                              |
| 2010 | 쓰릴 미                              | 그(리차드) | 2010.5.12 ~ 2010.11.14 더 스테이지(The STAGE)                |
| 2013 | 잭 더 리퍼                           | 다니엘     | 2013.7.16 ~ 2013.9.29 디큐브아트센터                         |
| 2013 | 형제는 용감했다                      | 이주봉     | 2013.7.30 ~ 2013.8.15 도쿄 어뮤즈 시어터(일본 공연)          |
| 2013 | 그날들                               | 강무영     | 2013.04.04 ~ 2013.9.15 대학로·대전·대구·부산·제주            |
| 2014 | 그날들                               | 강무영     | 2014.10.21 ~ 2015.01.18 대학로 뮤지컬 센터 대극장            |
| 2015 | 그날들                               | 강무영     | 2015.3.21 ~ 2015.5.31 성남·대구·부산·대전·진주·제주          |
| 2016 | 그날들                               | 강무영     | 2016.8.25 ~ 2017.1.13 충무 아트센터 대극장 외                |
| 2018 | 신흥무관학교                         | 동규       | 2018.9.9 ~ 2018.9.22 서울 국립중앙박물관 극장 용             |
| 2019 | 신흥무관학교                         | 동규       | 2019.2.27 ~ 2019.4.21 서울 강남구 신사동 광림아트센터 BBCH홀 |
| 2023 | 그날들                               | 강무영     | 2023.7.12 ~ 2023.9.3 예술의전당 오페라극장                   |

## 그 외 활동

### 텔레비전 프로그램
| 연도   | 방송사  | 제목                       | 역할        | 비고                                        |
| ------ | ------- | -------------------------- | ----------- | ------------------------------------------- |
| 2010년 | KBS 2TV | 밤샘 버라이어티 야행성     | 게스트      | 웃어라 동해야 출연자들과 애프터 스쿨과 함께 |
| 2011년 | KBS 2TV | 승승장구                   | 게스트      | ‘몰래 온 손님’(도지원 편)                   |
| 2011년 | YTN     | 뉴스N이슈                  | 게스트      |                                             |
| 2013년 | MBC     | 라디오 스타                | 게스트      |                                             |
| 2014년 | SBS     | 일요일이 좋다 - 런닝맨     | 게스트      |                                             |
| 2016년 | MBC     | 우리 결혼했어요            | 특별 게스트 |                                             |
| 2019년 | 채널A   | 나만 믿고 따라와, 도시어부 | 게스트      |                                             |
| 2019년 | tvn     | 일로 만난 사이             | 게스트      | (with 임원희와 동반출연)                    |
| 2020   | SBS     | 런닝맨                     | 게스트      | 507회, 6월 14일 방송분 출연                 |
| 2022   | tvN     | 바퀴 달린 집               | 게스트      | 12회, 1월 6일 방송분 출연                   |
| 2024   | JTBC    | My Name Is 가브리엘        | 고정        |                                             |
| 2024   | tvN     | 유 퀴즈 온 더 블럭         | 게스트      | 254회, 7월 24일 방송분 출연                 |

### 웹예능
| 연도   | 방송사 | 제목   | 역할   | 비고 |
| ------ | ------ | ------ | ------ | ---- |
| 2024년 | 유튜브 | 집대성 | 게스트 |      |

### 라디오 프로그램
| 연도   | 방송사     | 제목            | 역할   | 비고              |
| ------ | ---------- | --------------- | ------ | ----------------- |
| 2017년 | SBS 파워FM | 두시탈출 컬투쇼 | 게스트 | 2017.05.10 방송분 |

### 뮤직 비디오
| 연도   | 가수                   | 제목               | 비고 |
| ------ | ---------------------- | ------------------ | ---- |
| 2007년 | 박정현 & 다이나믹 듀오 | Are you ready      |      |
| 2009년 | 윤하                   | 오늘 헤어졌어요    |      |
| 2010년 | 영건                   | 너를 보내줘야 한다 |      |
| 2011년 | 티아라                 | Cry Cry            |      |
| 2012년 | 티아라                 | Lovey-Dovey        |      |
| 2012년 | 케이윌                 | 니가 필요해        |      |
| 2013년 | 스피드                 | 슬픈약속           |      |
| 2013년 | 스피드                 | It's Over          |      |

### 광고
| 연도          | 광고명 |
| ------------- | --- |
| 2009년        | - SK텔레콤 T cash with T money - 롯데칠성 트로피카나 (음료) - 신한금융그룹 - 신한금융생활이야기 (with 구혜선) |
| 2011년        | - 농심 짜파게티                                                                                               |
| 2012년        | - 랩 시리즈 (남성 화장품 브랜드) - 2012 대전세계조리사대회 (홍보 모델)                                        |
| 2014년        | - OB맥주 카스 후레쉬 (주류) - 패션그룹형지 노스케이프 (아웃도어) (with 하지원)                                |
| 2015년        | - 대한민국 정부 - 정부3.0 : 정부의 즐거운 변화 편                                                             |
| 2015년~2016년 | - 스타일러스 (주얼리 브랜드)                                                                                  |
| 2016년~현재   | - EOS립글로스 (립 메이크업) - 롯데면세점 (쇼핑몰)                                                             |
| 2017년~현재   | - 24미라클 (자연주의 화장품브랜드) - 파슬 (패션 브랜드) ※아시아 6개국 모델 (with 송지효)                      |
| 2024년~현재   | - 파크랜드 (남성복 브랜드) - 우체국 (예금 보험)                                                               |
| 2025년~현재   | - 서울우유 치즈 (유제품) (with 유오성) - 하이트진로 테라 (주류)                                               |

### 팬미팅 투어
- 아시아 단독콘서트 : 2015~2016 "This is JCW"

## 음반

### 솔로 앨범
| 발매일     | 음반명                                  |
| ---------- | --------------------------------------- |
| 2016.02.24 | - 중국/한국어 미니 앨범 - "Be with you" |

### O.S.T. 참여
| 연도   | 음반명                                                                                       |
| ------ | -------------------------------------------------------------------------------------------- |
| 2011년 | - SBS 월화드라마 《무사 백동수》 - 다시 만나면                                               |
| 2012년 | - 채널A 수목드라마 《총각네 야채가게》 - 오 싱싱맨 - SBS 주말드라마 《다섯 손가락》 - 채운다 |
| 2014년 | - MBC 월화드라마 《기황후》 - 나비에게                                                       |
| 2015년 | - KBS2 월화드라마 《힐러》 - 지켜줄게                                                        |
| 2016년 | - 뮤지컬 《그날들》 - 사랑 했지만 - 웹드라마 《첫 키스만 일곱번째》 - kissing you            |
| 2017년 | - SBS 수목드라마 《수상한 파트너》- 네가 좋은 백 한가지 이유                                 |
| 2019년 | - tvN 주말드라마 《날 녹여주오》 - 사랑이 지나가면                                           |

## 기타 경력
| 연도   | 활동명(홍보대사·기타 참여)                                                                          |
| ------ | --------------------------------------------------------------------------------------------------- |
| 2012년 | - 대전세계조리사대회 홍보대사                                                                       |
| 2015년 | - ‘K 스마일 캠페인’ 친절 캠페인 참여 - ‘앤디 워홀 라이브(ANDY WARHOL LIVE)’ 오디오 가이드 제작 참여 |
| 2016년 | - 2016 정부 3.0 홍보대사                                                                            |

## 수상 및 후보
| 연도 | 시상식                                | 부문                                | 작품           | 결과 |
| ---- | ------------------------------------- | ----------------------------------- | -------------- | ---- |
| 2010 | KBS 연기대상                          | 남자 신인연기상                     | 웃어라 동해야  | 후보 |
| 2011 | KBS 연기대상                          | 일일극부문 남자 우수연기상          | 웃어라 동해야  | 수상 |
| 2011 | SBS 연기대상                          | 뉴스타상                            | 무사 백동수    | 수상 |
| 2012 | SBS 연기대상                          | 주말·연속극부문 남자 우수연기상     | 다섯 손가락    | 후보 |
| 2013 | 제7회 더 뮤지컬 어워즈                | 남우신인상                          | 그날들         | 후보 |
| 2013 | 제19회 한국뮤지컬대상                 | 남우신인상                          | 그날들         | 후보 |
| 2013 | MBC 연기대상                          | 특별기획부문 남자 우수연기상        | 기황후         | 수상 |
| 2014 | 제3회 에이판 스타 어워즈              | 장편드라마부문 남자 우수연기상      | 기황후         | 후보 |
| 2014 | KBS 연기대상                          | 중편드라마부문 남자 우수연기상      | 힐러           | 후보 |
| 2014 | KBS 연기대상                          | 남자 인기상                         | 힐러           | 수상 |
| 2014 | KBS 연기대상                          | 베스트 커플상 (with 박민영)         | 힐러           | 수상 |
| 2015 | 제4회 에이판 스타 어워즈              | 중편드라마부문 남자 우수연기상      | 힐러           | 후보 |
| 2015 | 국극성전 (중국드라마 시상식)          | 해외드라마 인기배우상               | 힐러           | 수상 |
| 2016 | 제4회 드라마피버 어워즈               | 베스트 커플상 (with 박민영)         | 힐러           | 수상 |
| 2016 | 제31회 코리아 베스트 드레서           | 탤런트부문 백조상                   | 빈칸           | 수상 |
| 2016 | 스타의 밤 (중국 모바일 공동체 시상식) | 한국 스타상                         | 빈칸           | 수상 |
| 2016 | 제5회 예그린 뮤지컬 어워드            | 남우조연상                          | 그날들         | 수상 |
| 2017 | 제53회 백상예술대상                   | 영화부문 남자 신인연기상            | 조작된 도시    | 후보 |
| 2017 | 제5회 드라마피버 어워즈               | 나쁜 남자상                         | THE K2         | 수상 |
| 2017 | SBS 연기대상                          | 베스트 커플상 (with 남지현)         | 수상한 파트너  | 후보 |
| 2017 | SBS 연기대상                          | 수목드라마부문 남자 최우수연기상    | 수상한 파트너  | 후보 |
| 2017 | SBS 연기대상                          | 대상                                | 수상한 파트너  | 후보 |
| 2018 | 제13회 숨피 어워즈                    | 베스트 키스상 (with 남지현)         | 수상한 파트너  | 수상 |
| 2019 | 제4회 아시아 아티스트 어워즈          | 베스트 엑터상                       | 빈칸           | 수상 |
| 2019 | 제4회 아시아 아티스트 어워즈          | 아시아 셀러브리티                   | 빈칸           | 수상 |
| 2020 | SBS 연기대상                          | 판타지·로맨스부문 남자 최우수연기상 | 편의점 샛별이  | 후보 |
| 2020 | SBS 연기대상                          | 베스트 커플상 (with 김유정)         | 편의점 샛별이  | 후보 |
| 2021 | 제7회 아시아태평양 스타 어워즈        | 미니시리즈부문 남자 우수연기상      | 편의점 샛별이  | 후보 |
| 2022 | 제8회 에이판 스타 어워즈              | 글로벌 스타상                       | 안나라수마나라 | 수상 |
| 2023 | 제16회 아시아 필름 어워즈             | AFA 넥스트 제너레이션상             | 빈칸           | 수상 |
| 2024 | 제11회 한국영화제작가협회상           | 남우조연상                          | 리볼버         | 수상 |
| 2024 | 제10회 에이판 스타 어워즈             | 중편드라마부문 남자 최우수연기상    | 웰컴투 삼달리  | 수상 |